# 鶴澤蟻鳳
鶴澤 蟻鳳（つるさわ ぎほう）は、義太夫節三味線方の名跡。

## 初代
鶴澤吾八 ⇒ 三代目鶴澤三二 ⇒ 初代鶴澤蟻鳳
初代鶴澤三二門弟。
初代鶴澤蟻鳳につき、『増補浄瑠璃大系図』は、初代友次郎門弟とし、寛保年間より修行をはじめ、寛延元年の東西混乱（いわゆる「忠臣蔵騒動」）の際に東の座（豊竹座）へ移籍し、師匠の没後に立三味線となり、安永8年（1779年）より伊勢路を経て、江戸へ赴き、江戸にて鶴澤蟻鳳と改名。天明7年（1787年）には帰坂し、豊竹座『韓和聞書帖』へ出座とする。『三味線の人人』は、二代目鶴澤三二の門弟とし、宝暦11年（1761年）年に初出座。明和元年（1764年）に三代目鶴澤三二より鶴澤吾八へ改称、安永4年（1775年）吾八より蟻鳳へ改称。天明2年（1782年）を最終出座とする。
二代目蟻鳳につき、『増補浄瑠璃大系図』は、「初代江戸蟻鳳門弟にて前名三代目の三二にて寛政の頃立者なり文化に成て改名致す事実不詳追々聞調て後に出す」として、初代蟻鳳の門弟で三代目三二とするが、詳細は不明であると記す。『三味線の人人』は、初代蟻鳳の門弟で鶴澤利吉 ⇒ 鶴澤三二 ⇒ 二代目鶴澤蟻鳳と改名したとする。
まず、『増補浄瑠璃大系図』であるが、寛延元年のいわゆる忠臣蔵騒動で移籍した三二は二代目である（実際には忠臣蔵騒動ではなく、その前年の『義経千本桜』にて同門の本三郎が初代大西藤蔵と改名したことに由来することは、二代目欄で記述の通り）。また、それに続き豊竹座の立三味線となったのも二代目三二であり、初代蟻鳳ではない。二代目三二と混同している。安永4年（1775年）正月江戸肥前座『吉野静人目千本』の三味線筆頭に鶴澤蟻鳳の名前があることから、安永8年（1779年）に江戸に赴き、初代鶴澤蟻鳳と改名したという点も誤りである。確かに、天明7年（1787年）12月豊竹座『韓和聞書帖』に鶴澤蟻鳳という三味線弾きは出座しているが、江戸三二事鶴澤蟻鳳とあることから、これは門弟の二代目蟻鳳の鶴澤三二からの襲名披露であり、初代蟻鳳ではなく、誤りである。
続いて『三味線の人人』であるが、明和元年（1764年）に三代目鶴澤三二より鶴澤吾八へ改称とする。確かに『義太夫執心録』に明和2年（1765年）肥前掾座へ「吾八」と名乗る三味線弾きが出座していたとの記述がある。明和8年（1771年）正月江戸肥前座『弓勢智勇湊』にも「三味線 鶴澤吾八」がいる。安永2年（1773年）正月江戸肥前座『嫩榕葉相生源氏』の三味線筆頭に鶴澤吾八。同年同座（月不明）『太平記忠臣講釈』にも鶴澤吾八がいる。そして、同年4月豊竹此吉座『伊達娘恋緋鹿子』の筆末に鶴澤三二の名があることから、もし、後の初代蟻鳳がこの鶴澤三二であるとすれば、三代目鶴澤三二 ⇒ 鶴澤吾八 ⇒ 初代鶴澤蟻鳳と改名歴を取るのは誤りとなる。大名跡鶴澤三二をいきなり名乗るのは考えづらく、吾八から三二の襲名であろう。そして、安永4年（1775年）正月江戸肥前座『吉野静人目千本』の三味線筆頭に鶴澤蟻鳳の名前がある。遅くともこの時点で初代蟻鳳は存在しており、安永4年（1775年）蟻鳳へ改称という記述と一致する。また、筆末に鶴澤吾八がいることから、吾八名跡の継承が行われている。以降も、江戸肥前座にて初代蟻鳳と吾八は同座している。
天明3年（1783年）江戸肥前座『石田詰将棋軍配』の番付に床頭取鶴澤蟻鳳とあるのが『義太夫年表近世篇』で確認できる最後の出座。『三味線の人人』が天明2年（1782年）を最後の出座とするのと隔たりは少ない。また、同芝居で鶴澤吾八が三味線筆頭となっている。
このように大坂では鶴澤の元祖名である鶴澤三二の三代目を襲名していたが、江戸に移るに当たり、鶴澤三二の名跡を返上した上で、鶴澤蟻鳳の名跡を興し、初代を名乗っているため、鶴澤三二は鶴澤蟻鳳の前名ではない。そのため、門弟の二代目蟻鳳も鶴澤蟻鳳の前名として鶴澤三二を名乗っているが、これは江戸の鶴澤三二とされているため、鶴澤三二の歴代には数えられていない。
没年等は不詳。

## 二代目
鶴澤利吉 ⇒ 鶴澤三二（代数外） ⇒ 二代目鶴澤蟻鳳
初代鶴澤蟻鳳門弟。
初出座や鶴澤利吉での出座が明らかではなく、鶴澤三二の襲名も不明である。二代目蟻鳳襲名時の番付に「江戸三二」とあることから、（大坂の）鶴澤三二の歴代には数えられていない。
安永7年（1778年）8月北堀江市ノ側芝居 豊竹此吉座『讃州屏風浦』の筆末に鶴澤三二とある。また、安永8年（1779年）『伊勢歌舞伎年代記』に鶴澤三二 始名利吉とある。師匠初代蟻鳳が安永4年（1775年）に初代蟻鳳を襲名していることから、この鶴澤三二は利吉の鶴澤三二（代数外）である。一時的な伊勢や江戸下りの後、天明元年（1781年）には大坂に戻っている。豊竹此吉座の筆末や、同年12月竹本義之助座では三味線筆頭に座っている。天明7年（1787年）12月豊竹座『韓和聞書帖』に江戸三二事鶴澤蟻鳳とあり、二代目鶴澤蟻鳳を襲名している。（筆頭は鶴澤寛治。筆末が蟻鳳）翌天明8年（1788年）9月道頓堀東芝居にては三味線筆頭となっている。寛政8年（1796年）正月江戸土佐座にて江戸下り 鶴澤蟻鳳として筆頭に座っている。同年12月道頓堀東芝居『菅原伝授手習鑑』に三味線筆頭で出座しており、江戸出座は一時的なものであった。師匠初代蟻鳳が江戸で活躍したのとは異なり、大坂で主に活躍した。以降の出座は『義太夫年表近世篇』では確認できない。
鴻池幸武宛て豊竹古靱太夫書簡の書簡番号3「二世喜八郎及三二／名跡の事」に「三二名跡は此頃／死去致しました三二が八代目で私しが／／此人の本全部を預つておりまして／右名前の譲渡書が二代から三代三代から／四代と云ふよふに皆御座いますが三二から／喜八郎にわなつている人わ御ざいません／是はたしかに写違ひと存じ升／又三二から蟻鳳に成つた方も有るよふに／書てあるものも見ております」と山城少掾は記しており、鶴澤三二の歴代には数えられていない。
没年等は不詳。
門弟に、四代目鶴澤三二、三代目鶴澤蟻鳳（初代鶴澤伊左衛門）等がいる。

## 三代目
初代鶴澤伊左衛門　⇒　三代目鶴澤蟻鳳　⇒　二代目竹本播磨太夫
二代目鶴澤蟻鳳門弟。
初出座は不明だが、寛政3年（1791年）7月豊竹此吉座の下3枚目に鶴澤伊左衛門の名がある。筆末は師匠二代目蟻鳳。以降も、寛政年間は道頓堀東芝居に出座する。
寛政7年（1795年）「諸芝居持主名代座本幷ニ一座出勤連名」にも鶴澤伊左衛門とある。筆頭は師匠二代目蟻鳳。
寛政8年（1796年）12月道頓堀東芝居の下2枚目に鶴澤伊左衛門。筆頭が師匠二代目蟻鳳。筆末が五代目鶴澤三二。この次に蟻鳳の名が番付に出てくるのが、文化5年（1808年）3月中旬よりの伊勢勢州中の地蔵大芝居となり『本朝廿四孝』「初段 切」で竹本宮戸太夫を、「三段目 切」で三代目竹本政太夫をそれぞれ弾いている。翌4月同座『国性爺合戦』で「二段目 次」の宮戸太夫、「三段目 切」の三代目政太夫を弾いている。
以降、出座が『義太夫年表近世篇』では確認できないが、文化14年（1817年）江戸結城座4月『仮名手本忠臣蔵』三味線筆頭に「下り　鶴澤蟻鳳」とある。
文政元年（1818年）見立番付では東小結 大坂鶴澤蟻鳳とあるものの、同年『江戸太夫三味線評判記』に「蟻鳳改播磨太夫」「大坂下り勝造改蟻鳳」とあり、蟻鳳の名跡を初代清七の門弟の勝造に譲り、太夫に転業し、二代目竹本播磨太夫を襲名した。初代播磨太夫は三代目政太夫が江戸で名乗った名跡とされ、三代目政太夫を初代播磨太夫とする。文政2年（1819年）2月いなり境内『日本武士鑑』「堂島の段 切」を二代目竹本播磨太夫として語っている。
文政7年（1824年）4月中旬江戸大薩摩座の再興にあたり、三味線弾きに復し、鶴澤福寿斎を名乗る。
『我衣』の文政7年の項に「今年四月上旬古く絶へたる薩摩座を再興し茶や三軒取のけて一つの戯場なりぬ。四月中旬より始りけり竹本播磨太夫大掾（元土佐太夫 又多佐太夫）幷ニ綱太夫大和太夫三絃は名におふ鶴澤蟻鳳（始伊右衛門）一世一代福寿斎と改名八九年ぶりにて出座す。下り豊澤仙左衛門（上手也）」とある。竹本播磨太夫大掾とあるのは、竹本播磨大掾のことで、鶴澤蟻鳳の前名は初代伊左衛門である。
番付が『義太夫年表近世篇』に収録されている8月大薩摩座では『兜軍記』「琴責の段」で竹本津賀太夫　竹本綱太夫　竹本播磨大掾の掛け合いで鶴澤福寿斎として三味線を弾いた。一世一代とあるように、この芝居だけで、以降は播磨太夫に復した。
文政9年（1826年）頃の江戸薩摩座の番付に播磨太夫の名がみえる。三味線は鶴澤清糸。天保9年（1838年）江戸結城座では太夫竹本播磨太夫と紋下に就任。
天保12年（1841年）「三都太夫三味線人形改名附録」には「鶴澤伊左衛門　竹本播磨太夫」とある。天保13年（1842年）7月江戸薩摩座の天保の改革による猿若町移転後の第1回興行にも太夫竹本播磨太夫として紋下に名を刻む。同年9月には同じく猿若町に移転した結城座に出座。太夫竹本播磨太夫。
『染太夫一代記』の同年の記述に「曰く、太夫仲間に竹本播磨太夫といふ者あり。元来鶴澤蟻鳳とて、竹本播磨大掾の三味線をひき、大坂座摩宮境内小屋において興行せしが、博学多才の諸にて、己が弾く三味をきらひ、業を太夫の道に交はり、竹本播磨太夫と号け、おのれと弾語りしてひゃうばんを取り、そののち東都へ下り、かくの如くにて出勤の折、この年代に三都ともに社地において操り差留となり、世間さびしきそのうち、江戸両国橋詰席小屋の表に差出し口上看板
忠孝昔物語　播磨　当ル　何日ヨリ出席
右様の看板席亭に出したれば、市中諸人これを見て正物わからず不思議を立てしが、お江戸繁地にて、初日出れば見物はこの正物を見るに、高座にかまへるは黒羽二重の着附け、茶宇のはかまに扇子壱本を持ったるばかり、よくよく見れば竹本播磨太夫にて、音曲なり。義太夫浄瑠璃を御上様へおそれ、床本なし、見台なし、三味なし、扇子を拍子にして口三味線を差し加へ、これまで通りの浄るりを語る事、さも上品に講談の如く細かに語り聞かすれば、諸人めづらししとて、我れも我れも押し重なり、大入大繁昌せし事、お江戸中はいふにおよばず、浪花都までとゞろきける」とある。以降も江戸で出座を続けた。
嘉永元年（1848年）8月改正「三都太夫三味線操改名録」に「つる沢蟻鳳 竹本播磨太夫　はりまや」とある。「三都太夫三味線人形改名録」には「先江鶴澤蟻鳳改　江戸　竹本播磨太夫」とある。
同年「浄瑠理太夫三味線師第細見」に「竹本播磨太夫鶴沢三二門人始元祖伊左衛門卜云其後蟻鳳卜改又蟻保卜号福寿斎共云古今三味線名誉之人二而其名海内二弘む文政之頃より太夫ト成て又古今上手卜称せらる長寿ニして殊ニ得実之人也実に希代之一寄未曽有之人物卜称ス今浅草並木町ニ住ス」とある。
以降も、没するまで江戸の大立物として紋下を勤め続けた。
安政元年（1854年）10月10日没。墓は四谷仏心寺。

## 四代目
鶴澤藤吉　⇒　初代鶴澤勝蔵（勝造） ⇒ 四代目鶴澤蟻鳳（勝蔵蟻鳳・勝造蟻鳳）
初代鶴澤清七門弟。通称汐勝。
『増補浄瑠璃大系図』は寛政12年（1800年）3月を初出座とするが、寛政11年（1799年）10月道頓堀東芝居『太功後編の旗揚』の番付に鶴澤藤吉の名がある。上2枚目に初代鶴澤清七、3枚目に初代鶴澤伝吉、下2枚目に四代目鶴澤三二、3枚目に鶴澤勝次郎とある中で、下4枚目に鶴澤藤吉配置されている。筆頭は三代目竹澤弥七。筆末は鶴澤松雨斎（初代鶴澤文蔵門弟）
鶴澤藤吉であるが、三代目鶴澤文蔵（初代伝吉）の門弟にも存在し、『増補浄瑠璃大系図』に「文蔵門弟にて寛政十一年未七月十二日より道頓堀若太夫芝居にて太功記新物の時出勤致す備前屋高弟なり」とあり、この鶴澤藤吉は初代伝吉（三代目文蔵）の門弟であるとするが、同時期に同名の三味線弾きが存在することは考えづらく、同一人物か、あるいは出座歴をこの三代目文蔵門弟の藤吉をこの初代清七門弟の藤吉と誤ったかである。また、寛政5年（1793年）頃に野澤藤吉という三味線弾きも番付上で確認できる。以降も、鶴澤藤吉の大坂での出座が番付上確認できる。後、番付上に鶴澤東吉という三味線弾きがおり、東吉という表記もあった。
初鶴澤勝蔵（勝造）への改名につき、『増補浄瑠璃大系図』は文化の初めとするが、享和3年（1803年）正月堀江市の側芝居の番付にに鶴澤勝蔵が確認できる。三味線筆頭は四代目鶴澤三二、筆末は初代鶴澤伝吉。
文化4年（1807年）正月道頓堀大西芝居『本朝廿四孝』では筆末に座る。筆頭は別書きで師匠初代鶴澤清七。師に従い同年5月5日の「元祖義太夫百廻忌追善浄瑠璃」にも出座。文化7年（1810年）9月御霊社内では初代竹本弥太夫の太夫付で『御所桜堀川夜討』「三段目 切」を弾いている。文化8年（1811年）正月北堀江市の側芝居では三味線筆末で、『おなつ 清十郎 寿連理の松』「湊むらの段 切」で四代目豊竹時太夫を弾く。この際の五行本が残っている。文化9年（1812年）4月稲荷境内『四天王寺伽藍鑑』では三味線筆頭に。同年以降は勝造の表記が増える。翌文化10年（1813年）6月まで稲荷の芝居の三味線筆頭に座った。同年7月同座では『恋女房染分手綱』「道中双六の段 切」で初代豊竹巴太夫の太夫付となった。次の『菅原伝授手習鑑』でも巴太夫の太夫付で、同年10月同座では三味線筆頭に戻る。文化11年（1814年）8月まで稲荷境内の三味線筆頭を勤め、9月より堀江荒木芝居の三味線筆頭になる。以降、稲荷境内の三味線筆頭は初代目豊澤広助に。以降、勝造（勝蔵）の名が『義太夫年表近世篇』で確認できる番付からは消える。
文政元年（1818年）11月刊行「太夫三味線 大芝居役者 忠臣蔵九段目見立抜文句」に勝造事鶴澤蟻鳳とあるため、同年に四代目鶴澤蟻鳳の襲名が行われたことがわかる。また、同年の『江戸太夫三味線評判記』に「蟻鳳改播磨太夫」「大坂下り勝造改蟻鳳」とあることから、それまで三代目蟻鳳を名乗っていた鶴澤蟻鳳が、太夫となり二代目竹本播磨太夫を名乗ったため、鶴澤蟻鳳の名跡を勝造が譲られる形となった。これが、三代目蟻鳳が二代目播磨太夫になるに際し、大坂から江戸に呼びつけての襲名なのか、たまたま江戸に下ってきた勝造に蟻鳳の名跡を譲ったのかは不明であるが、初代清七の門弟であり、鶴澤三二や鶴澤蟻鳳の系統ではない勝造が鶴澤蟻鳳の四代目を襲名することになった。後に、五代目鶴澤蟻鳳（初代鶴澤清八）が三代目清七の門弟から出ており、鶴澤清七の系統の名跡となった。
文政2年（1819年）4月江戸結城座の番付に『寿連理の松』「堺湊町」下り 豊竹時太夫 三弦 鶴澤蟻鳳とあり、2人が大坂で当てた湊町の段が、四代目豊竹時太夫の江戸の御目見出語りの演目となった。時太夫の太夫付にも鶴澤蟻鳳の名があるが、三味線筆頭にも座っている。
翌文政3年（1820年）7月御霊社内の番付の三味線筆頭に鶴澤蟻鳳とあり、帰坂している。この芝居の番付の別版に「江戸勝造事鶴澤蟻鳳」とあり、大坂での襲名披露となっている。同年9月いなり社内にて三味線筆頭に座り「江戸鶴澤勝蔵事鶴澤蟻鳳」と番付に記されているため、こちらも襲名披露となった。以降も勝造時代と同じく、稲荷境内の三味線筆頭に座った。文政6年（1823年）4月御霊社内では三味線筆末に。筆頭は鶴澤弥三郎。同年11月まで御霊社内に筆末で出座。文政12年（1829年）の見立番付では西大関鶴澤蟻鳳とある。天保3年（1832年）の見立番付では行司となっている。
天保5年（1834年）11月17日没。戒名は円体宗義信士。
『増補浄瑠璃大系図』には「天保に成出勤を引て病気となりて終に天保五年甲午十一月十七日死去す法名円体宗義信士石碑は下寺町随求寺に有」とある。
4日後の、11月21日門弟の二代目鶴澤勝造も没している。

## 五代目
鶴澤安治郎（安次郎） ⇒ 初代鶴澤清八 ⇒ 五代目鶴澤蟻鳳 ⇒ 初代鶴澤清八 ⇒ 初代鶴澤叶 ⇒ 初代鶴澤清八
三代目鶴澤清七門弟。初代鶴澤清八欄参照